# Kanton Criquetot-l'Esneval
Kanton Criquetot-l'Esneval is een voormalig kanton van het Franse departement Seine-Maritime. Het kanton maakte deel uit van het arrondissement Le Havre. Het werd opgeheven bij decreet van 27 februari 2014 met uitwerking in maart 2015.

## Gemeenten
Het kanton Criquetot-l'Esneval omvatte de volgende gemeenten:
- Angerville-l'Orcher
- Anglesqueville-l'Esneval
- Beaurepaire
- Bénouville
- Bordeaux-Saint-Clair
- Criquetot-l'Esneval (hoofdplaats)
- Cuverville
- Étretat
- Fongueusemare
- Gonneville-la-Mallet
- Hermeville
- Heuqueville
- Pierrefiques
- La Poterie-Cap-d'Antifer
- Sainte-Marie-au-Bosc
- Saint-Jouin-Bruneval
- Saint-Martin-du-Bec
- Le Tilleul
- Turretot
- Vergetot
- Villainville